# Quận Richmond, Georgia
Quận Richmond là một quận trong tiểu bang Georgia, Hoa Kỳ. Quận lỵ đóng ở thành phố Augusta 6. Theo điều tra dân số năm 2000 của Cục điều tra dân số Hoa Kỳ, quận có dân số 199.775 người 2. Năm 2007, ước tính dân số quận này là 199.486 người.

## Địa lý
Theo Cục điều tra dân số Hoa Kỳ, quận này có diện tích 850 ki-lô-mét vuông, trong đó có 839 km2 là diện tích đất, 10 km2 là diện tích mặt nước.